# Pamela Mason
Pamela Mason, geboren als Pamela Ostrer (10 maart 1916 - 29 juni 1996) was een Britse actrice.

## Biografie
Ostrer werd geboren in 1916. Haar vader, Isidore, was voorzitter van de Gaumont British Picture Corporation. Pamela verliet op haar 9de de school en huwde op haar 16de met regisseur Roy Kellino. Haar acteercarrière startte ze in 1934 in de film Jew Suss naast Conrad Veidt. Op de set van 'I met a Murderer' uit 1939 ontmoette ze haar toekomstige man James Mason. In 1940 scheidde ze van Kellino. Onder haar bekendste rollen behoren Pandora and the Flying Dutchman uit 1951 en rollen in de tv-series zoals Playhouse 90. Met Mason had ze 2 kinderen: dochter Portland Mason (1948-2004), die ook actrice werd en zoon Morgan Mason (1955), die huwde met Belinda Carlisle. 
Ze scheidde in 1964 van James Mason. Ze overleed in 1996 op 80-jarige leeftijd en ligt begraven op het Westwood Village Memorial Park Cemetery.
- Gemeinsame Normdatei: 1076063632
- International Standard Name Identifier: 0000 0000 2494 3557
- Library of Congress Control Number: n85183870
- Système universitaire de documentation: 147463645
- Virtual International Authority File: 43279859
- WorldCat: E39PBJtmmxxP9wyt7Gh96WJ7HC